# Province de Nong Khai
Pour les articles homonymes, voir Khai.
Nong Khai (en thaï : หนองคาย) est une province (changwat) de Thaïlande.
Elle est située dans le nord-est du pays. Sa capitale est la ville de Nong Khai. Elle est frontalière du Laos ; le pont de l'amitié lao-thaïlandaise, construit en 1994, la relie par-dessus le Mékong à la capitale laotienne, Vientiane. Les habitants de cette province parlent lao.
Après la chute du royaume de Vientiane, mis à sac par l'armée siamoise sous le roi Anouvong (vers 1829), la ville de Vientiane fut réduite en village relevant de Nongkhai.
En mars 2011, les huit districts orientaux de la province en ont été séparés pour créer la Province de Bueng Kan.

## Subdivisions

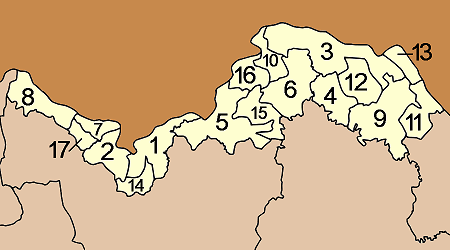
Carte des amphoe de la province de Nong Khai (avant 2011).

Avant 2011, la province de Nong Khai était subdivisée en 17 districts (amphoe) : Ces districts étaient eux-mêmes subdivisés en 115 sous-districts (tambon) et 0 villages (muban).
Depuis le 23 mars 2011, la province ne compte plus que neuf districts, eux-mêmes divisés en 62 sous-districts et 705 villages (muban).

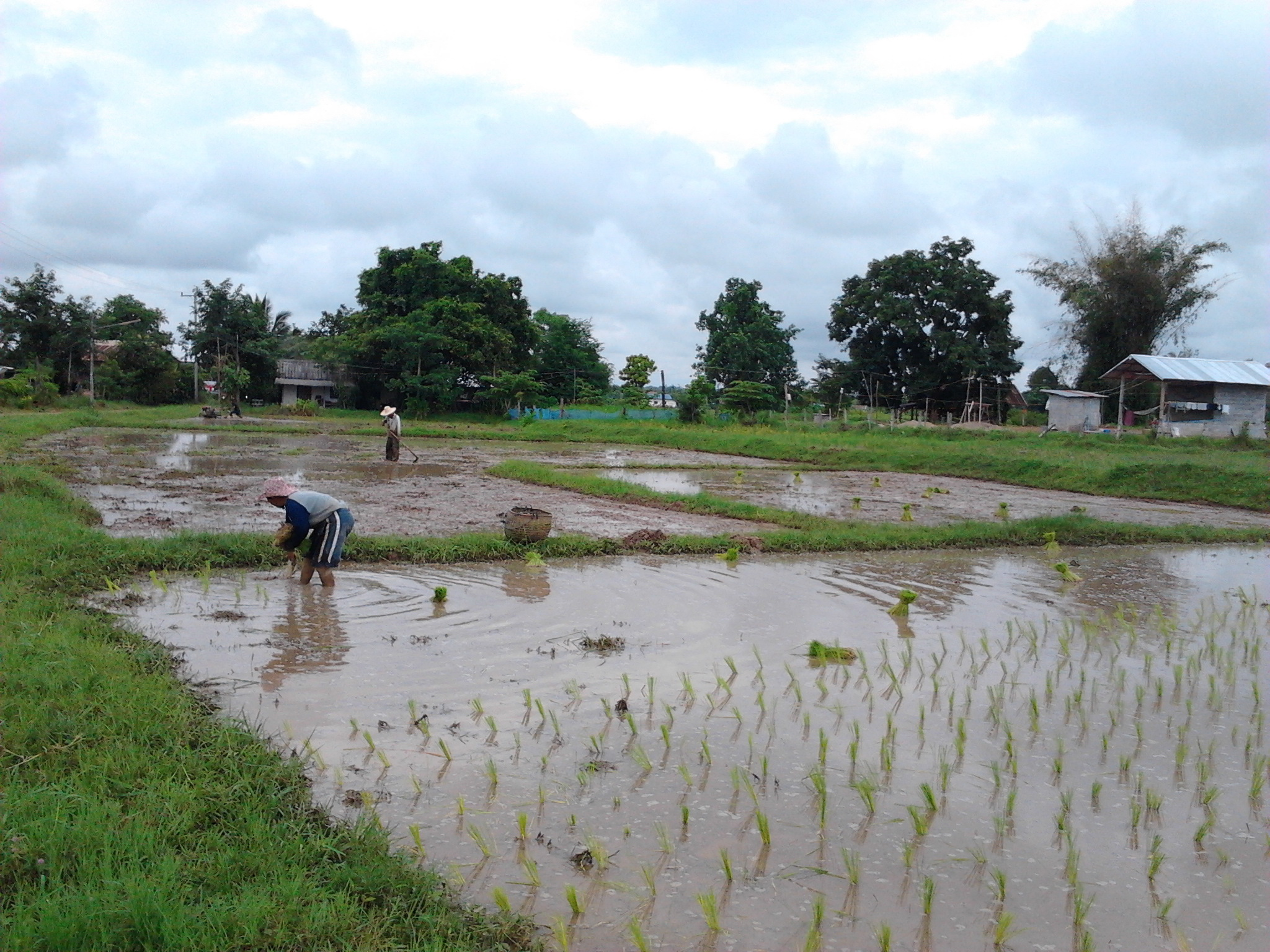
Culture du riz